# 440 (číslo)
Čtyři sta čtyřicet je přirozené číslo. Následuje po číslu čtyři sta třicet devět a předchází číslu čtyři sta čtyřicet jedna. Římskými číslicemi se zapisuje CDXL a řeckými číslicemi υμ.

## Matematika
440 je:
- abundantní číslo
- složené číslo
- šťastné číslo

## Astronomie
- (440) Theodora je planetka hlavního pásu, kterou objevil v roce 1898 Edwin Foster Coddington

## Roky
- 440
- 440 př. n. l.

## Ostatní
- Od 20. století je 440 Hz standardní frekvencí komorního A, podle nějž se ladí hudební nástroje[1]